# Gable Garenamotse
Gable Garenamotse (* 28. Februar 1977 in Gumare) ist ein botswanischer Leichtathlet, der sich auf den Weitsprung spezialisiert hat.
Er begann seine Karriere als Dreispringer. In dieser Disziplin belegte er bei den Commonwealth Games 1998 in Kuala Lumpur den sechsten Platz. Danach konzentrierte er sich auf den Weitsprung und gewann bei den Commonwealth Games 2002 in Manchester und bei den Commonwealth Games 2006 in Melbourne jeweils die Silbermedaille. 
Im August 2006 verbesserte er in Rhede den botswanischen Landesrekord im Weitsprung auf 8,27 m. Während er bei den Leichtathletik-Weltmeisterschaften 2007 in Osaka den Finaleinzug verpasste, gewann er bei den Panafrikanischen Spielen im selben Jahr in Algier den Titel. In der folgenden Saison wurde er bei den Leichtathletik-Hallenweltmeisterschaften 2008 in Valencia Vierter und bei den Olympischen Spielen 2008 in Peking Neunter. Bei den Leichtathletik-Weltmeisterschaften 2009 in Berlin belegte er den siebten Platz.
Gable Garenamotse ist 1,83 m groß und hat ein Wettkampfgewicht von 75 kg. Er besuchte die Cardiff University.

## Bestleistungen
- Dreisprung: 16,66 m, 3. Juli 1999, Gaborone
  - Halle: 15,92 m, 27. Januar 2001, Birmingham
- Weitsprung: 8,27 m, 20. August 2006, Rhede
  - Halle: 8,01 m, 3. Februar 2002, Cardiff